# Pgrep
pgrep — утиліта для Unix-подібних операційних систем, що проглядає активні процеси в системі і видає ідентифікатори процесів, атрибути яких відповідають вказаним в командному рядку запитам. Існує також можливість вказувати, окрім звичайних рядкових запитів, запити з використанням регулярних виразів. Спочатку pgrep була написана для ОС Solaris 7, пізніше реалізована для GNU/Linux і OpenBSD.

## Приклади використання
Вивести всі процеси (у розширеній формі — ID і ім'я), що належать групі other:
```
$ pgrep -l -G other
```

Вивести всі процеси, що не належать користувачеві root:
```
$ pgrep -v -u root
```